# Kabupaten Jombang (kabupaten i Indonesien)
Kabupaten Jombang är ett kabupaten i Indonesien.   Det ligger i provinsen Jawa Timur, i den västra delen av landet, 600 km öster om huvudstaden Jakarta. Antalet invånare är 1 202 407. Arean är 1 115 kvadratkilometer.
Terrängen i Kabupaten Jombang är varierad.